# Titus Fabius Liberalis

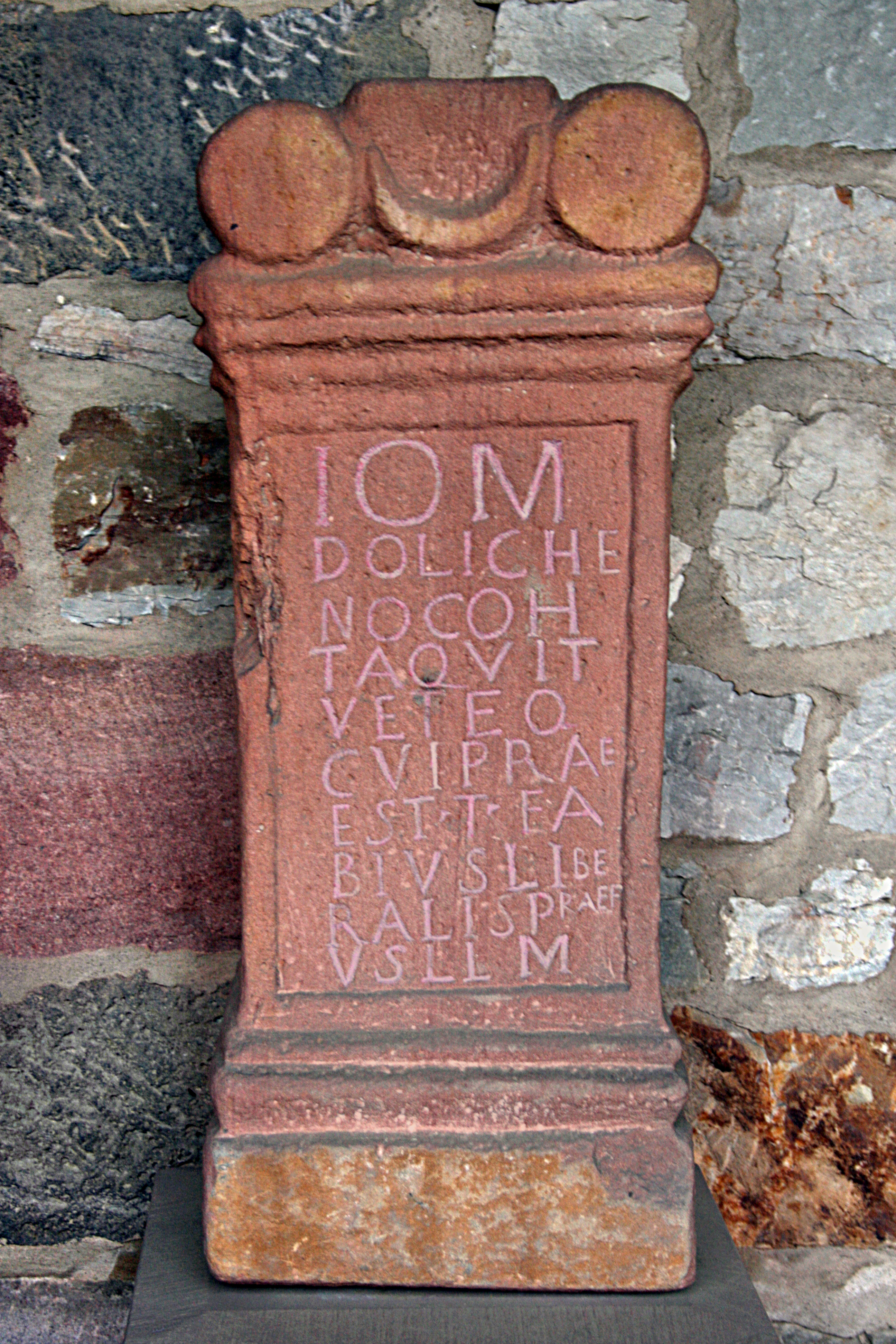
Die Weihinschrift des Liberalis

Titus Fabius Liberalis war ein im 1. oder 2. Jahrhundert n. Chr. lebender Angehöriger des römischen Ritterstandes (Eques).
Durch eine Weihinschrift, die bei Stockstadt am Main gefunden wurde und die auf 71/200 datiert wird, ist belegt, dass Liberalis Präfekt der Cohors I Aquitanorum veterana equitata war.